# 贾川乡
贾川乡，是中华人民共和国甘肃省天水市清水县下辖的一个乡镇级行政单位。

## 行政区划
贾川乡下辖以下地区：
贾川村、林河村、董湾村、阳湾村、韩沟村、上湾村、吊坪村、梅江村和崖湾村。

## 中国传统村落
2013年8月，梅江村被评为第二批中国传统村落。